# 1847 у науці

## Астрономія
- 1 липня — німецький астроном-любитель Карл Людвиг Генке відкрив астероїд з Головного поясу 6 Геба ;
- 13 серпня — англійський астроном Джон Рассел Гайнд відкрив астероїд з Головного поясу 7 Ірида ;
- 18 жовтня — Джон Рассел Гайнд відкрив ще один астероїд 8 Флора ;
- 1 жовтня — американська астроном Марія Мітчелл відкрила комету «1847 VI»—C/1847 T1 (в 1894 році прораховано що комета покине Сонячну систему);
  - 3 жовтня цю ж комету (C/1847 T1) незалежно виявив італійський астроном отець Франческо де Віко;

## Біологія
- Німецький біолог Карл Бергман сформулював правило Бергмана (розмір тіла особин споріднених таксонів корелює з холодністю клімату);

## Математика
- Німецький геометр Август Фердинанд Мебіус узагальнив теорему Паскаля (сформульовану 1640 року);

## Медицина
- Шотландський лікар Джеймс Янг Сімпсон в дослідах над тваринами довів анестезійну дію хлороформу (синтезований у 1831 році);

## Фізика
- Німецький фізик Герман фон Гельмгольц дав визначення закону збереження енергії;

## Хімія
- Італійський хімік Асканіо Собреро синтезував «пірогліцерин»—нітрогліцерин;
- Німецький хімік Герман Кольбе отримав оцтову кислоту з винятково неорганічних сполук. (ще більше підважив теорію віталізму);

## Відзнаки
- Медаль Коплі: англійський астроном Джон Гершель;
- Премія Лаланда: німецький астроном Карл Людвиг Генке та англійський астроном Джон Рассел Гайнд;